# Mike McCormack
Michael Joseph McCormack, detto Mike (Chicago, 21 giugno 1930 – 15 novembre 2013), è stato un giocatore di football americano e allenatore di football americano statunitense nella National Football League (NFL). È stato inserito nella Pro Football Hall of Fame nel 1984.

## Carriera da giocatore
McCormack fu scelto dai New York Yanks nel Draft NFL 1951. Dopo una stagione fu scambiato coi Cleveland Browns. Nella prima stagione con la nuova squadra giocò nella linea difensiva e grazie a un suo fumble recuperato nella finale del campionato NFL contro i Detroit Lions la squadra riuscì a segnare un importante touchdown all'inizio della partita, che si concluse con la vittoria dei Browns.
La stagione successiva passò nel ruolo di offensive tackle contribuendo alla vittoria del secondo campionato consecutivo dei Browns. Mike giocò un ruolo chiave nel consentire al leggendario running back Jim Brown a diventare uno dei giocatori più dominanti della storia del football, concludendo la sua carriera con quattro convocazioni per il Pro Bowl.
Secondo il libro di Paul Zimmerman del 1984 "The New Thinking Man's Guide to Pro Football", il leggendario allenatore dei Browns Paul Brown affermò che McCormack fosse il miglior uomo della linea offensiva che avesse mai allenato. Il libro afferma che McCormack "potesse marcare Gino Marchetti dei Colts meglio di qualsiasi altro tackle nel football. Forza combinata con una grande intelligenza e una velocità di 4,8 secondi [nelle 40 yard]".

## Palmarès
- (2) Campionati NFL (1954, 1955)
- (6) Pro Bowl (1951, 1956, 1957, 1960, 1961, 1962)
- (9) All-Pro (1954, 1955, 1956, 1957, 1958, 1959, 1960, 1961, 1962)
- Pro Football Hall of Fame (classe del 1984)